# Valerija Novodvorskaja
Valerija Il'inična Novodvorskaja (in russo Вале́рия Ильи́нична Новодво́рская?; Baranavičy, 17 maggio 1950 – Mosca, 12 luglio 2014) è stata una scrittrice, giornalista e politica russa, dissidente durante il periodo dell'Unione Sovietica, in seguito fondatrice e presidente del partito liberale Unione Democratica,  membro del comitato editoriale del settimanale The New Times.

## Biografia
Novodvorskaja è nata nel 1950 a Baranavichy, Bielorussia sovietica da un ingegnere ebreo, Il'ja Borisovič (Boruchovič) Burštyn, e da una pediatra, Nina Feodorovna Novodvorskaja, che proveniva da una nobile famiglia russa.  I suoi genitori divorziarono nel 1967; Ilya Borisovich in seguito emigrò in Nord America.

### Dissidenza
Novodvorskaja è stata attiva nel movimento dissidente sovietico sin dalla sua giovinezza e ha studiato presso l'Istituto di lingue straniere Maurice Thorez di Mosca (dipartimento di francese) con una laurea in traduttrice e insegnante. Nel 1969 organizzò un gruppo studentesco clandestino (circa 10 persone), che discusse la necessità di rovesciare il regime comunista attraverso una rivolta armata. Il 5 dicembre 1969, in una serata di gala dedicata al Giorno della Costituzione dell'URSS nel Palazzo dei Congressi del Cremlino, in attesa della prima dell'opera October (1961) di Vano Muradeli, la Novodvorskaja sparse volantini scritti a mano con una poesia antisovietica di sua composizione.
Quando era ancora una ragazzina, Valerija venne a conoscenza dell'esistenza del Gulag, del processo di Sinjavskij e Daniel, dell'ingresso delle truppe del Patto di Varsavia in Cecoslovacchia, che si sviluppò nel suo rifiuto del potere sovietico. È stata imprigionata per la prima volta dalle autorità sovietiche nel 1969, quando aveva 19 anni, per aver distribuito volantini che criticavano l'invasione sovietica della Cecoslovacchia. I volantini includevano la sua poesia sul Partito Comunista Sovietico:

…

Grazie Festa

Per tutte le falsità e bugie,

Per tutte le denunce e gli informatori,

Per gli spari nella piazza di Praga,

Per tutte le bugie che devi ancora dire.

Per il paradiso delle fabbriche e degli appartamenti,

Tutto costruito sui crimini nelle

camere di tortura di ieri e di oggi

E per il nostro mondo spezzato e nero.

Grazie Festa

Per la nostra amarezza e disperazione,

Per il nostro vergognoso silenzio,

Grazie Festa.

…
Novodvorskaja è stata detenuta e messa in isolamento nella prigione di Lefortovo. Quando è stata visitata dal capo del dipartimento diagnostico dell'Istituto di medicina legale, il colonnello serbo del KGB Daniil Lunc, lei gli disse che era "un inquisitore, un sadico e un ex collaboratore della Gestapo". Nell'estate del 1970, Novodvorskaja fu trasferita a Kazan'. Dal giugno 1970 al febbraio 1972 è stata sottoposta a cure obbligatorie in un ospedale psichiatrico speciale a Kazan' con una diagnosi di "schizofrenia lenta, sviluppo paranoico della personalità". All'inizio degli anni '90, gli psichiatri dell'Associazione psichiatrica indipendente della Russia hanno dimostrato che la dichiarazione della sua malattia mentale era falsa. Lei ha descritto la sua esperienza nel libro Beyond Despair.
Sulla base dei materiali del caso, l'ufficio del procuratore di Mosca dell'URSS ha compilato il seguente certificato (rivelato solo nel 1999): 
Novodvorskaja fu rilasciata nel febbraio 1972 e iniziò immediatamente a distribuire samizdat. Dal 1973 al 1975 ha lavorato come insegnante in un sanatorio per bambini, maestra d'asilo e bibliotecaria. Dal 1975 al 1990 è stata traduttrice di letteratura medica presso il 2° Istituto medico di Mosca. Nel 1977 si è laureata presso la facoltà serale di lingue straniere dell'Istituto pedagogico Thorez di Mosca.

### Politica

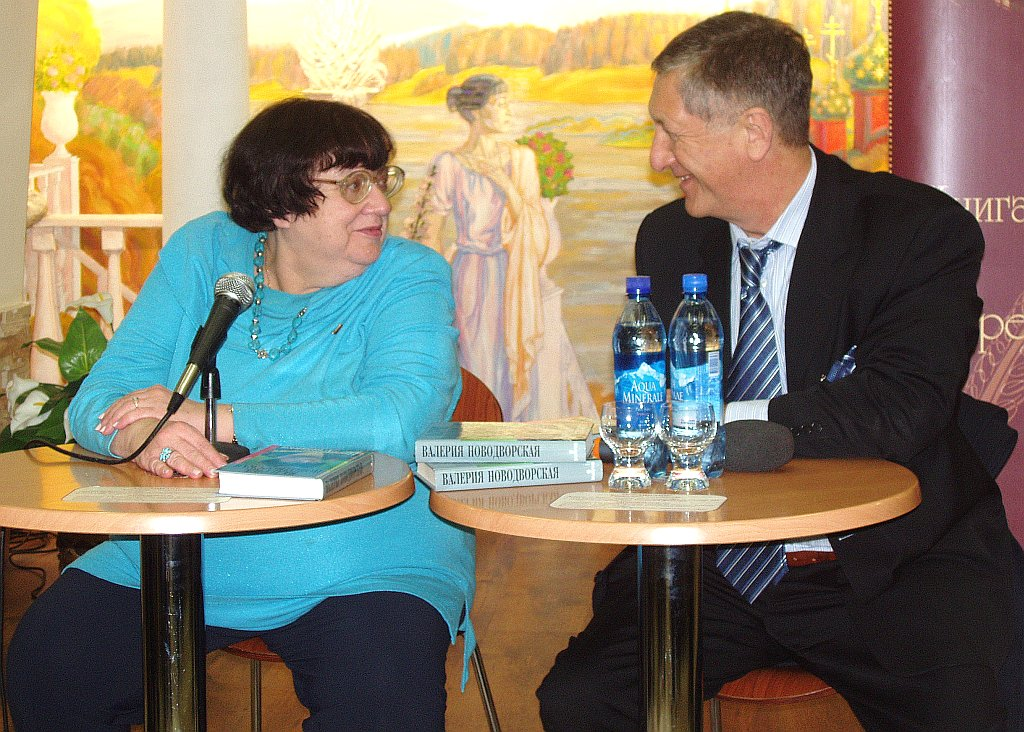
Novodvorskaja con Konstantin Borovoj alla presentazione del suo libro Farewell of Slavyanka, 22 gennaio 2009

Novodvorskaja si è presentata come candidata dell'Unione Democratica alle elezioni legislative russe del 1993 in un distretto a mandato unico come parte del blocco Russia's Choice, e ha anche contestato le elezioni legislative russe del 1995 nella lista del Partito della libertà economica. Non è stata eletta in nessuna delle due elezioni e non ha mai ricoperto cariche pubbliche. Nel 2009, Novodvorskaja ha pubblicato un libro autobiografico, Farewell of Slavianka.
Novodvorskaja si è autoidentificata principalmente come una politica liberale ed è stata descritta dai suoi colleghi come "una critica delle realtà russe nelle migliori tradizioni di Pëtr Čaadaev, Vissarion Belinskij e Aleksandr Gercen".
Negli anni '90 è stata fortemente critica nei confronti della rinascita della propaganda sovietica in Russia e della prima guerra cecena. La sua costante critica al passato e al presente della Russia, alla vita politica e sociale, così come il suo stile di vita stravagante, le hanno conferito titoli come "l'eterna dissidente" e "un'idealista sull'orlo della follia".

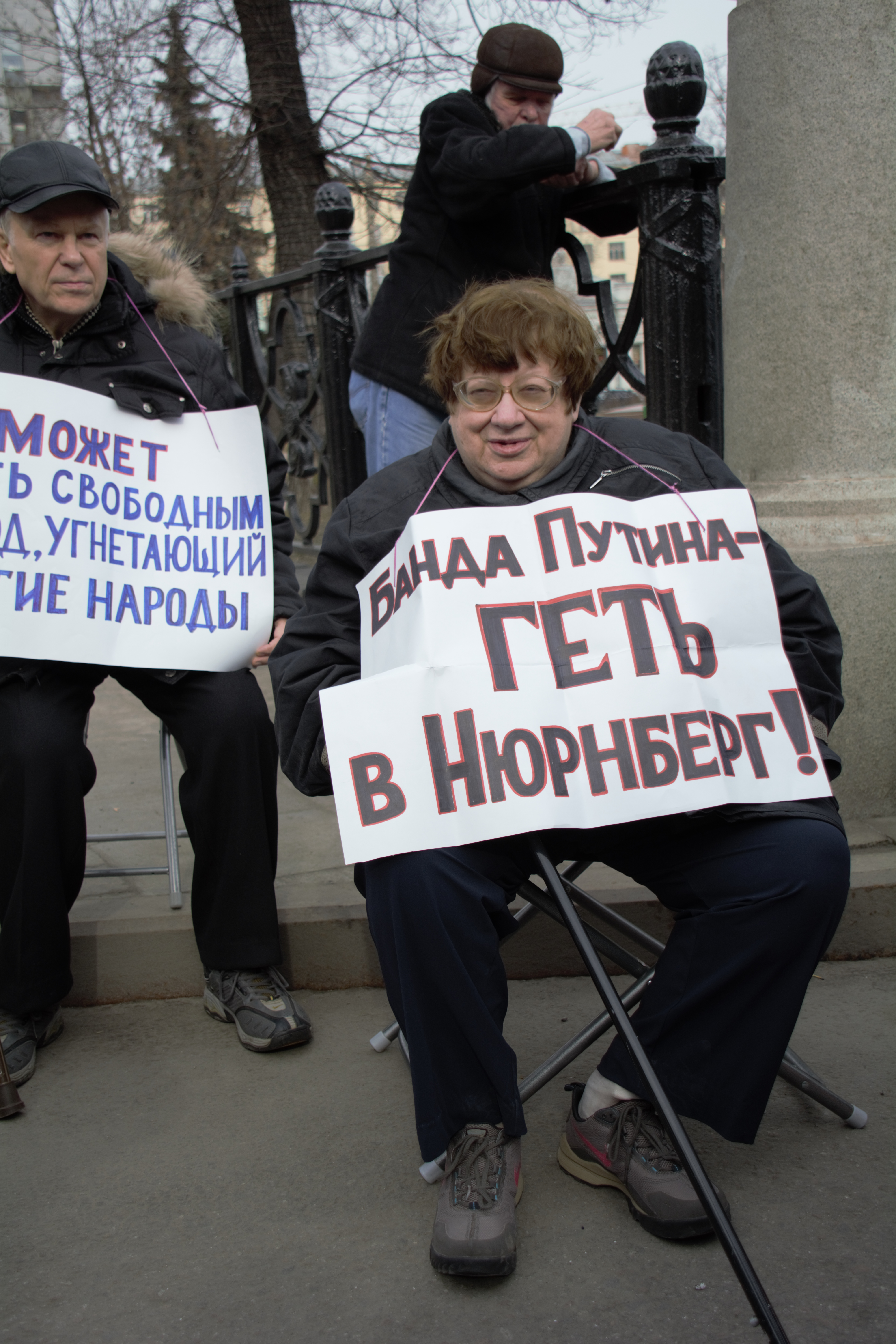
Novodvorskaja con un poster in cui si dice: "Gang di Putin, andate a Norimberga!", Mosca, 2014

Il 27 gennaio 1995, l'Ufficio del Procuratore generale ha avviato il "caso Novodvorskaja" (in russo Дело Новодворской?) in reazione alla sua intervista rilasciata ai giornalisti estoni il 6 aprile 1994 in cui affermava di "non poter immaginare come si possa amare un russo per la sua pigrizia, per le sue bugie, per la sua povertà, per la sua mancanza di spina dorsale, per la sua schiavitù", oltre a diverse pubblicazioni su Novyj Vzgljad e altri periodici. Secondo l'accusa, ha denigrato i diritti dei russi in Estonia e ha affermato che la "depressione maniacale" era il tratto principale del popolo russo che ha definito tutta la loro storia nazionale.
Tutti i materiali sono stati controllati per "propaganda della guerra civile", "di inferiorità delle persone in base alla loro etnia" e "incitamento all'odio". Henri Reznik, che l'ha difesa in tribunale, ha insistito sul fatto che Novodvorkaja aveva espresso la sua opinione solo "in modo simile a Pëtr Čaadaev, Nikolaj Gogol', Aleksandr Puškin e Vladimir Lenin". Il processo è durato due anni ed è stato archiviato nel giugno 1997 per "assenza di reato". Tuttavia Novyj Vzgljad smise di pubblicare i suoi articoli e in seguito il suo fondatore Evgenij Dodolev dedicò un libro critico su Novodvorskaja e ii suo caso.
Aleksandr Dugin, Igor' Šafarevič, Sergej Kara-Murza, Evgenij Dodolev, Vladimir Bušin e pochi altri hanno accusato Novodvorskaja di esprimere opinioni anti-russe e di condannare la storia russa mentre idealizzavano la civiltà occidentale e gli Stati Uniti.
La Novodvorskaja si oppose fermamente alla seconda guerra cecena e alla politica interna ed estera di Vladimir Putin. Secondo lei, sono state le politiche del governo russo in Cecenia a trasformare Šamil' Basaev in un terrorista. In risposta, Aleksej Venediktov, il responsabile della stazione radio liberale Ėcho Moskvy, le ha vietato di apparire nei loro programmi.
Novodvorskaja ha accusato il governo russo di aver ucciso il presidente polacco Lech Kaczyński in un incidente aereo il 10 aprile 2010 nell'Oblast' di Smolensk. Ha sostenuto la Georgia nella guerra russo-georgiana e l'Ucraina nella guerra russo-ucraina. Nel giugno 2014 ha detto in un discorso ai militanti del Donbass:
Michail Gorbačëv ha fornito questa descrizione di Novodvorskaja il giorno della sua cerimonia funebre: «Era una personalità unica nel movimento democratico. Eccezionalmente impavida, categorica e irremovibile nel difendere le sue opinioni, Valerija Il'inična ha sempre attirato l'attenzione su sé stessa. Lo spirito indomabile di un combattente idealista viveva in lei».